# Чешко Полабље
Полабље (чеш. Polabí) је назив за долину реке Лабе у регији Средњочешки крај у Чешкој. Полабље нема јасно дефинисане границе и сматра се само неформалним регионом у Чешкој, а обично се узима одредница да се простире између Пардубица и Мјелњика, односно до ушћа Влтаве у Лабу. Земљиште у Полабљу је једно од најбогатијих у Чешкој и због тога се интензивно искоришћава. Јужни део регије познат је и као Башта Бохемије.
Преко Полабља воде бројне саобраћајнице међународног значаја; неколико железничких пруга (из Прага на исток) и ауто-пут D 11. Река Лаба се сматра кључном комуникацијом, углавном што се тиче превоза различитих сировина, као на пример угља, песка итд. У регији се налазе две термоцентрале — Мјелњик и Хвалетице.
Ова регија је позната по бројним историјским, културним и природним споменицима, као што је музеј под ведрим небом у Прерову на Лаби, Остри и Коуржиму, познатој бањи у Подјебрадима, родној кући чешког композитора Беджиха Сметане у Јапкењицама, музеју маслаца у Масловицама и музеју модерног чешког писца Бохумила Храбала у Керском.

## Градови у Полабљу
- Нимбурк
- Подјебради
- Садска
- Лиса на Лаби
- Колин
- Кринец
- Оскоржинек
- Страки
- Вшејани